# 나카무라 카이토
나카무라 카이토(일본어: 中村嘉惟人, 1998년 4월 5일 ~ )는 일본의 배우, 모델이다.
아이치현 나고야시 출신. 오스카 프로모션 소속.

## 내력
- 2010년-2011년: NHK교육 『천재 텔레비전 군 MAX』에텔레비전 전사로 고정 출연.[1]
- 2012년: 패션지 『니코 ☆ 쁘띠』 전속 모델로 활동.>
- 2013년-2015년: 패션지 『삐치 레몬』 전속 모델로 활동.
- 2015년: 슈퍼전대 시리즈제39편 『수리검전대 닌닌저』 마츠 나기/키닌자 역할로 배우 데뷔.

## 인물
- 취미는 스포츠 관전、요리> [1]
- 특기는 가라테、축구>[1]

## 출연

### 드라마
- 수리검전대 닌닌저(2015년 2월 22일-,텔레비전 TV 아사히)-마츠 나기/키닌 자(목소리)역
- 수리검전대 닌닌저 VS 가면라이더 드라이브 봄 방학 합체 1시간 스페셜 (2015년 3월 29일 텔레비전 TV 아사히)-마츠 나기/키닌 자(목소리)역

### 영화
- 열차전대 톳큐저 VS 쿄류저 THE MOVIE(2015년 1월 17일도에이)-키닌자(목소리)역
- 슈퍼히어로 대전 GP가면라이더 3호(2015년 3월 21일 도에이)-마츠오 나기/키닌자(목소리)역
- 수리검전대 닌닌저 THE MOVIE공룡전님 딱 팔레 인법 쵸!(극장판)(2015년 8월 8일 도에이)-마츠오 나기/키닌자(목소리)역
- 수리검전대 닌닌저 VS 톳큐저ー THE MOVIE 닌자· 인·원더 랜드(2016년 1월 23일 도에이)-마츠오 나기/키닌자(목소리)역

### CM
- 존슨"등급"(2012년)

### 잡지
- 니코 ☆ 쁘띠(2012년신초샤)-전속 모델
- 삐치 레몬(2013년-2015년가켄+)-전속 모델

### CD
- 수리검전대 닌닌저 캐릭터 앨범 앗파레!노래와 닝닝 토크 마키(2015년 9월 30일일본 콜럼비아)-마츠오 나기/키닌 자
  - 캐릭터 송"License A Go Go!"
  - 닝닝 토크